# Aşure

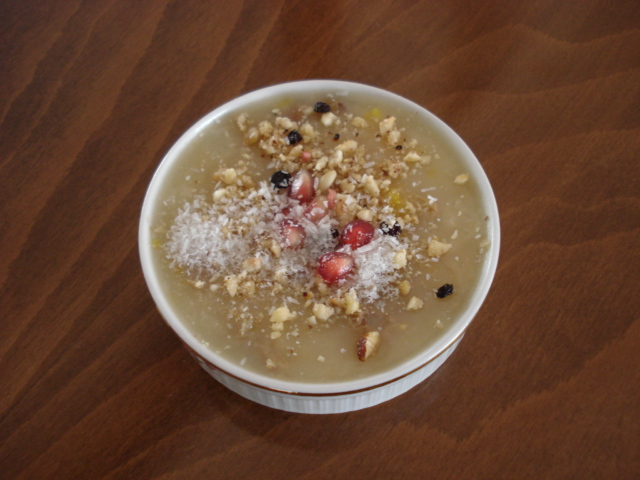
Aşure en Turquía.

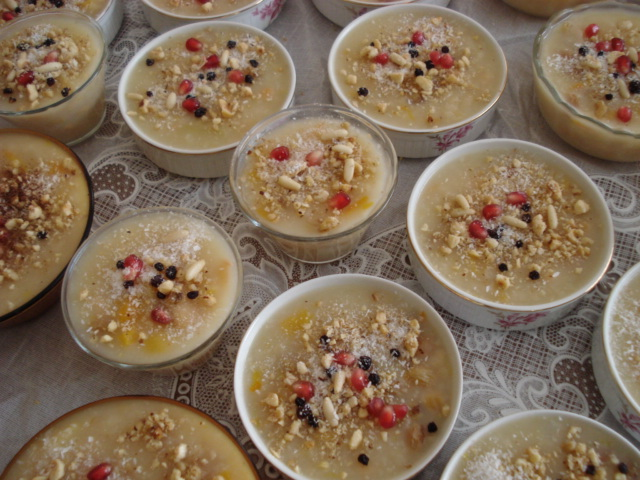
Aşure.

El aşure o pudin de Noé es un postre turco elaborado con una mezcla de cereales, frutas y frutos secos. El aşure es parte de la tradición culinaria de Turquía  y de muchos países cercanos.
Una leyenda afirma que cuando el arca de Noé se posó sobre el monte Ararat al noreste de Turquía, la familia de Noé lo celebró con un plato especial. Como sus víveres eran escasos, cocinaron lo que quedaba (principalmente cereales, frutos secos y similares) junto para obtener un budín, el aşure. Sin embargo, tradicionalmente esta mezcla se prepara el día de Ashura, que señala el fin de la Batalla de Karbala.
Tradicionalmente el aşure se hace en grandes cantidades y se reparte entre amigos, parientes, vecinos, compañeros de trabajo o escuela, etcétera, sin tener en cuenta las creencias de estos, como oferta de paz y amor. El aşure se hacía y tomaba tradicionalmente durante los meses más fríos del año, ya que es rico en calorías, pero ahora se come todo el año.

## Ingredientes
El aşure no tiene una receta única, cambiando entre regiones y familias.
Tradicionalmente se decía que tenía al menos diez ingredientes: trigo, arroz, judías, garbanzos, azúcar (u o , fruta seca y frutos secos, aunque pueden variar. Muchas recetas añaden piel de naranja o/y limón para dar sabor al pudin. Condimentos tales como las semillas de sésamo, los granos de granada, el agua de rosas y el agua de azahar, así como canela, se espolvorean encima antes de servir. Algunas recetas incluyen también lentejas.